# NGC 603
NGC 603 — тройная звезда в созвездии Треугольник.
Этот объект входит в число перечисленных в оригинальной редакции «Нового общего каталога».
Хоть Джон Дрейер приписывает открытие NGC 603 Уильяму Парсонсу, он отмечает, что многие из его открытий на самом деле были сделаны его помощниками, в данном случае Бындоном Стоуни.